# Lecteria (Lecteria) upsilon
Lecteria (Lecteria) upsilon is een tweevleugelige uit de familie steltmuggen (Limoniidae). De soort komt voor in het Neotropisch gebied.